# تنفس التربة
يُشير تنفس التربة إلى إنتاج ثنائي أكسيد الكربون عند تنفس الكائنات الحية الموجودة في التربة. يشمل هذا تنفس كل من جذور النبات والغلاف الجذوري والميكروبات وحيوانات المنطقة. 
يُعتبر تنفس التربة من العمليات الأساسية في النظام البيئي والتي تحرر الكربون من التربة بهيئة ثنائي أكسيد الكربون. يُستمد ثنائي أكسيد الكربون من الغلاف الجوي ويُحول إلى مركبات عضوية عن طريق عملية التركيب الضوئي. تستخدم النباتات هذه المركبات العضوية في بناء عناصر هيكلية أو تتنفسها لتحرير الطاقة. تُضاف قيمة تنفس النبات إلى تنفس التربة عند حصول هذا التنفس تحت مستوى التربة في الجذور. مع مرور الوقت، تُستهلك العناصر الهيكلية للنبات من قبل الكائنات غيرية التغذية. يُحرر الاستهلاك الغيري هذا غاز ثنائي أكسيد الكربون، ويُعتبر تنفسًا للتربة عند تحريره من قبل الميكروبات تحت الأرض. 
يُتحكم بكمية تنفس التربة الحاصل في النظام البيئي بواسطة مجموعة من العوامل. يُمكن للحرارة والرطوبة والمحتوى الغذائي ومستوى الأكسجين في التربة أن تُنتج معدلات متفاوتة من التنفس.  يُمكن قياس معدلات التنفس هذه بطرق متعددة. هناك طرق أخرى لفصل مصدر العناصر عن المركبات النباتية المُتنفسة، ويُمثل في هذه الحالة نوع مسار التمثيل الضوئي (تمثيل ضوئي ثلاثي الكربون أو رباعي الكربون)
تتأثر معدلات تنفس التربة إلى حد كبير بالنشاط الإنساني. يعود هذا إلى تغيير البشر لمختلف العوامل المسيطرة على تنفس التربة لسنين عديدة. يتألف التغير المناخي العالمي من العديد من العوامل المتغيرة والتي تتضمن ارتفاع مستويات ثنائي أكسيد الكربون في الغلاف الجوي وارتفاع درجات الحرارة وتغيرًا في أنماط هطول الأمطار. يُمكن لجميع هذه العوامل التأثير على معدل تنفس التربة العالمي. تنطوي زيادة تخصيب النيتروجين من قبل البشر على إمكانية التأثير على معدلات تنفس التربة في الكوكب بأكمله. 
يُعد فهم تنفس التربة ومعدلاتها عبر الأنظمة البيئية المختلفة أمرًا مهمًا جدًا. يعود هذا إلى لعب تنفس التربة دورًا كبيرًا في دورة الكربون العالمية إضافة إلى دورة المغذيات. يُحرر تنفس العناصر الهيكلية للنبات عناصر غذائية أخرى إضافة إلى ثنائي أكسيد الكربون، مثل تحريره للنيتروجين. يرتبط تنفس التربة بالارتجاع الإيجابي مع التغير المناخي العالمي. يُمثل الارتجاع الإيجابي إنتاج استجابة بنفس اتجاه التغيير الحاصل في نظام ما. لهذا السبب، يُمكن أن تتأثر معدلات تنفس التربة بالتغير المناخي وتستجيب عن طريق تعزيز التغير المناخي.